# Thecla sylea
Thecla sylea är en fjärilsart som beskrevs av William Chapman Hewitson 1867. Thecla sylea ingår i släktet Thecla och familjen juvelvingar. Inga underarter finns listade i Catalogue of Life.